# Parafodina callixeris
Parafodina callixeris là một loài bướm đêm trong họ Noctuidae.